# Man to Man (film 1915 Wolbert)
Man to Man è un cortometraggio muto del 1915 diretto da William Wolbert che, nel cast, appare anche come attore accanto a Ben Deeley e Marie Wayne.

## Produzione
Il film fu prodotto dalla Balboa Amusement Producing Company.

## Distribuzione
Distribuito dalla Pathé Exchange, il film - un cortometraggio in una bobina - uscì nelle sale cinematografiche statunitensi il 25 giugno 1915.